# Bruxelas-Halle-Vilvoorde

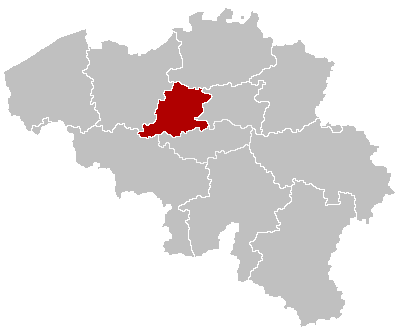

Brussels-Halle-Vilvoorde (muitas vezes abreviado como BHV) é uma arrondissement eleitoral e judicial da Bélgica (o arrondissement judicial sendo inequivocamente mais conhecido como o Arrondissement Judicial de Bruxelas, após a localização de seus principais tribunais) no centro do país, abrangendo:
- o oficialmente bilíngue (francês e holandês) Região de Bruxelas-Capital, que coincide com o arrondissement administrativo de Bruxelas-Capital
- a área de língua holandesa oficialmente monolíngue em torno dele, Halle-Vilvoorde, que por sua vez coincide com o administrativo Arrondissement administrativo de Halle-Vilvoorde. Esta área contém vários municípios com instalações linguísticas, isto é, municípios onde os falantes de francês formam uma parte considerável da população e, portanto, têm direitos extras __.[1]